# Abdulla Abduwal
Abdulla Abduwal (uigurisch ئابدۇللا ئابدۇۋال, chinesisch 阿卜杜拉·阿卜杜外力, * 8. September 1999 in Kashgar) ist ein chinesischer Fußballspieler uigurischer Abstammung.

## Karriere
Abduwal begann seine professionelle Karriere im Jahr 2020 bei Xinjiang Tianshan Leopard. In seiner Debütsaison absolvierte er elf Spiele und erzielte dabei zwei Tore. In der Saison 2021 kam er in sieben Ligaspielen zum Einsatz, blieb jedoch ohne Torerfolg. Die Saison 2022 verlief für Abduwal erfolgreicher, als er in sieben Ligaspielen zwei Tore erzielte. 
Am 29. März 2023 wurde er vereinslos.